# Teorema di Riemann-Dini
In matematica, il teorema di Riemann-Dini è un teorema sulle serie a valori reali semplicemente convergenti, chiamato così in onore dei matematici Bernhard Riemann e Ulisse Dini.
Il teorema afferma che se una serie è (semplicemente) convergente, ma non assolutamente convergente, allora, dato un qualsiasi numero reale, esiste una permutazione dei suoi termini che la rende convergente a tale numero; inoltre, esistono permutazioni dei termini che rendono la serie divergente a {\displaystyle +\infty } e a {\displaystyle -\infty }.

## Enunciato
Sia {\displaystyle \left\{u_{n}\right\}_{n\in \mathbb {N} }} una successione a valori reali tale che la serie associata sia semplicemente convergente:
{\displaystyle \sum _{k=0}^{n}u_{k}{\underset {n\rightarrow +\infty }{\longrightarrow }}\ell \in \mathbb {R} ,}
ma non assolutamente convergente,
{\displaystyle \sum _{k=0}^{n}|u_{k}|{\underset {n\longrightarrow +\infty }{\longrightarrow }}+\infty .}
Sia inoltre {\displaystyle \alpha \in \mathbb {R} \cup \{-\infty ,+\infty \}}. Allora esiste una permutazione 
{\displaystyle \sigma :\mathbb {N} \longrightarrow \mathbb {N} }
tale che
{\displaystyle \sum _{k=0}^{n}u_{\sigma (k)}{\underset {n\rightarrow +\infty }{\longrightarrow }}\alpha .}

## Dimostrazione

### Lemma
Per ogni {\displaystyle n\in \mathbb {N} } si ponga
{\displaystyle {\begin{aligned}a_{n}:=&\max\{u_{n},0\},\\b_{n}:=&\min\{0,u_{n}\}.\end{aligned}}}
(queste serie non sono altro che le serie dei termini, rispettivamente, positivi e negativi estratti dalla serie originaria; ovviamente tutti quelli uguali a 0 possono essere rimossi).
Allora
{\displaystyle \sum _{k=0}^{n}a_{k}{\underset {n\rightarrow +\infty }{\longrightarrow }}+\infty \quad {\text{e}}\quad \sum _{k=0}^{n}b_{k}{\underset {n\rightarrow +\infty }{\longrightarrow }}-\infty .}
Infatti, dato che la serie {\displaystyle \sum u_{n}} converge e che
{\displaystyle {\begin{aligned}u_{n}&=a_{n}+b_{n}\qquad \forall n\in \mathbb {N} ,\\|u_{n}|&=a_{n}-b_{n}\qquad \forall n\in \mathbb {N} ,\end{aligned}}}
allora le serie {\displaystyle \sum a_{n}} e {\displaystyle \sum b_{n}} o sono entrambe convergenti o entrambe divergenti. Ma se le due serie convergessero, allora anche {\displaystyle \sum (a_{n}-b_{n})=\sum |u_{n}|} dovrebbe convergere, il che è assurdo. Inoltre, poiché per ogni {\displaystyle n\in \mathbb {N} } {\displaystyle a_{n}\geq 0} e {\displaystyle b_{n}\leq 0}, allora le due serie associate a tali successioni devono divergere rispettivamente a {\displaystyle +\infty } e {\displaystyle -\infty }.

### Dimostrazione del teorema
Per semplicità si supponga che {\displaystyle \alpha \in \mathbb {R} }, il caso {\displaystyle \alpha =\pm \infty } è analogo.

#### Costruzione della permutazione
Una possibile costruzione della permutazione σ di {\displaystyle \mathbb {N} } procede nel modo seguente: si sommano i termini non negativi fino ad oltrepassare il valore {\displaystyle \alpha } e in seguito si aggiungano i termini strettamente negativi fino a quando la somma parziale diventa strettamente inferiore ad {\displaystyle \alpha }  (questo procedimento è sempre possibile grazie al lemma). Si itera quindi la procedura, sommando i termini positivi a partire da dove ci si è fermati, in seguito i termini negativi, e via discorrendo. La permutazione σ si definisce quindi come la permutazione associata all'ordinamento dei termini utilizzato in tale procedura.

#### Convergenza
Dato che la serie {\displaystyle \sum u_{n}} è convergente allora per ogni {\displaystyle \varepsilon >0} esiste {\displaystyle N_{0}\in \mathbb {N} } tale che
{\displaystyle |u_{n}|<\varepsilon \qquad \forall n\geq N_{0}.}
Di conseguenza, prendendo {\displaystyle N_{1}=1+\max\{\sigma ^{-1}(0),\sigma ^{-1}(1),\ldots ,\sigma ^{-1}(N_{0})\}}, si ha che
{\displaystyle |u_{\sigma (n)}|<\varepsilon \qquad \forall n\geq N_{1}}
(infatti certamente σ(n) > N0). Sia ora {\displaystyle N_{2}} il più piccolo intero maggiore di {\displaystyle N_{1}} tale che {\displaystyle u_{\sigma (N_{2})}} e {\displaystyle u_{\sigma (N_{2}+1)}} siano di segno opposto. Per come è stata costruita la permutazione σ , si ha che
{\displaystyle \left|\alpha -\sum _{k=0}^{N_{2}}u_{\sigma (k)}\right|\leq |u_{\sigma (N_{2})}|\leq \varepsilon .}
Si definisca ora, per {\displaystyle n\geq 2},  la proposizione
{\displaystyle {\mathcal {P}}(n):\left|\alpha -\sum _{k=0}^{n}u_{\sigma (k)}\right|\leq \varepsilon .}
È chiaro che {\displaystyle {\mathcal {P}}(N_{2})} è verificata. Si supponga ora che sia vera per {\displaystyle n\geq N_{2}}. Distinguiamo a questo punto i due casi che seguono.
Primo caso
Se
{\displaystyle 0<\alpha -\sum _{k=0}^{n}u_{\sigma (k)}\leq \varepsilon ;}
allora
{\displaystyle 0\leq u_{\sigma (n+1)}\leq \varepsilon }
e dunque
{\displaystyle \left|\alpha -\sum _{k=0}^{n+1}u_{\sigma (k)}\right|\leq \varepsilon .}
Secondo caso
Se
{\displaystyle -\varepsilon \leq \alpha -\sum _{k=0}^{n}u_{\sigma (k)}\leq 0;}
allora
{\displaystyle -\varepsilon \leq u_{\sigma (n+1)}<0}
perciò
{\displaystyle \left|\alpha -\sum _{k=0}^{n+1}u_{\sigma (k)}\right|\leq \varepsilon .}
Per il principio d'induzione, risulta dimostrato che
{\displaystyle \forall \varepsilon >0,\ \exists N_{2}\in \mathbb {N} ,\ \forall n\in \mathbb {N} ,\ n\geq N_{2}\Longrightarrow \left|\alpha -\sum _{k=0}^{n}u_{\sigma (k)}\right|\leq \varepsilon ;}
e dunque la serie converge ad {\displaystyle \alpha }.

## Esempio
Si prenda in esame la serie armonica a segni alterni, denotando con {\displaystyle \,u_{n}} il suo termine n-esimo,
{\displaystyle \forall n\in \mathbb {N} ^{*},\ u_{n}:={\frac {(-1)^{n+1}}{n}}.}
La serie {\displaystyle \sum _{n=1}^{\infty }u_{n}} converge per il criterio di Leibniz, ma non converge assolutamente in quanto la serie armonica diverge positivamente.
È noto che:
{\displaystyle \sum _{k=1}^{+\infty }u_{k}=1-{\frac {1}{2}}+{\frac {1}{3}}-{\frac {1}{4}}+\ldots =\log(2).}
(si veda la dimostrazione fatta nella voce serie armonica a segni alterni ).
Riordinando la successione nel modo seguente,
{\displaystyle 1-{\frac {1}{2}}-{\frac {1}{4}}\ +\ {\frac {1}{3}}-{\frac {1}{6}}-{\frac {1}{8}}\ +\ {\frac {1}{5}}-{\frac {1}{10}}-{\frac {1}{12}}+\cdots ,}
ossia scomponendo la serie in blocchi da tre della forma:
{\displaystyle {\frac {1}{2k-1}}-{\frac {1}{2(2k-1)}}-{\frac {1}{4k}}.}
Sommando i primi due termini si ha
{\displaystyle {\frac {1}{2k-1}}-{\frac {1}{2(2k-1)}}={\frac {1}{2(2k-1)}},}
pertanto la successione delle somme parziali può essere riscritta come:
{\displaystyle ={\frac {1}{2}}-{\frac {1}{4}}+{\frac {1}{6}}-{\frac {1}{8}}+{\frac {1}{10}}-{\frac {1}{12}}\cdots }
che raccogliendo il fattore 1/2 non è altro che
{\displaystyle {\frac {1}{2}}\left(1-{\frac {1}{2}}+{\frac {1}{3}}-{\frac {1}{4}}+{\frac {1}{5}}-{\frac {1}{6}}+\ldots \right)={\frac {1}{2}}\log 2,}
ossia la metà del valore della serie armonica a segni alterni.

## Teoremi derivati

### Teorema di Sierpiński
Nel teorema di Riemann, la permutazione usata per riarrangiare una serie semplicemente convergente per ottenere un certo {\displaystyle \mathbf {R} \cup \{\infty ,-\infty \}} potrebbe avere un numero arbitrario di punti non fissi, cioè tutti gli indici dei termini della serie potrebbero essere permutati.
Ci si potrebbe chiedere se è possibile riarrangiare solo gli indici in un insieme più piccolo in modo che la serie converga a un arbitrario numero reale o diverga a {\displaystyle \pm \infty }. La risposta a questa domanda è positiva: Sierpiński dimostrò che permutando solo i termini positivi e lasciando fissi quelli minori o uguali a zero è possibile ottenere una serie convergente a qualunque assegnato valore minore o uguale a quello della serie originale.
Questa domanda è stata inoltre esplorata usando il concetto di ideale: per esempio, Wilczyński provò che è sufficiente riarrangiare solo gli indici nell'ideale degli insiemi di densità asintotica zero. Filipów e Szuca dimostrarono che anche altri ideali hanno questa proprietà.

### Teorema di Steinitz
Data una serie convergente {\displaystyle \sum a_{n}} di numeri complessi, parecchi casi possono accadere quando si considera l'insieme delle possibili somme per tutte le serie {\displaystyle \sum a_{\sigma (n)}} ottenute permutando i suoi termini:
- la serie {\displaystyle \sum a_{n}} potrebbe convergere assolutamente; allora tutte le serie riarrangiate convergono e inoltre allo stesso valore: l'insieme delle somme delle serie permutate si riduce ad un punto.
- la serie {\displaystyle \sum a_{n}} potrebbe non convergere assolutamente;  se {\displaystyle S} denota l'insieme delle somme {\displaystyle \sum a_{\sigma (n)}} che convergono, allora o {\displaystyle S} è una retta {\displaystyle L} nel piano complesso {\displaystyle \mathbb {C} }, della forma

{\displaystyle L=\{a+tb:t\in \mathbb {R} \},\quad a,b\in \mathbb {C} ,\ b\neq 0,}
oppure è l'intero piano complesso {\displaystyle \mathbb {C} }.
Più in generale, data una serie convergente di vettori in uno spazio vettoriale {\displaystyle E} su {\displaystyle \mathbb {R} } di dimensione finita, l'insieme delle somme delle serie permutate convergenti è uno sottospazio affine di {\displaystyle E}.

## Enunciato più generale
Si dimostra che il teorema può essere enunciato, in modo più potente, nella seguente forma:
Sia {\displaystyle \left\{u_{n}\right\}_{n\in \mathbb {N} }} una successione a valori reali tale che la serie associata sia semplicemente convergente:
{\displaystyle \sum _{k=0}^{n}u_{k}{\underset {n\rightarrow +\infty }{\longrightarrow }}\ell \in \mathbb {R} ,}
ma non assolutamente convergente,
{\displaystyle \sum _{k=0}^{n}|u_{k}|{\underset {n\longrightarrow +\infty }{\longrightarrow }}+\infty .}
Siano inoltre {\displaystyle \alpha ,\beta \in \mathbb {R} \cup \{-\infty ,+\infty \}} con {\displaystyle \alpha \leq \beta }. Allora esiste una permutazione 
{\displaystyle \sigma :\mathbb {N} \longrightarrow \mathbb {N} }
tale che
{\displaystyle \liminf _{n\to \infty }{\sum _{k=0}^{n}u_{\sigma (n)}}=\alpha }
{\displaystyle \limsup _{n\to \infty }{\sum _{k=0}^{n}u_{\sigma (n)}}=\beta }.
Data la definizione di limiti inferiore e superiore, questo enunciato si riduce al precedente nel caso si scelga α = β.
Scegliendo invece α ≠ β si ha un risultato non previsto dall'enunciato precedente, ovvero che il riarrangiamento della serie sia oscillante fra α e β.